# Insanely Twisted Shadow Planet
Insanely Twisted Shadow Planet est un jeu vidéo de type metroidvania et shoot 'em up développé par Shadow Planet Productions  et édité par Microsoft Studios, sorti en 2011 sur Windows, Mac, Linux et Xbox 360.

## Accueil
- 1UP.com : B+[1]
- Eurogamer : 6/10[2]
- Game Informer : 8/10[3]
- Gameblog : 8/10[4]
- Gamekult : 7/10[5]
- GameSpot : 7,5/10[6]
- GamePro : 4/5[7]
- IGN : 8/10[8]
- Jeuxvideo.com : 16/20[9]